# George T. Kingston
Pour les articles homonymes, voir George Kingston et Kingston.
George Templeman Kingston, né le 5 octobre 1816 et mort le 21 janvier 1886, est un météorologue, auteur, professeur et fonctionnaire canadien d'origine britannique. Il fut le premier directeur du Service météorologique du Canada.

## Biographie

### Études
George Kingston naquit le 5 octobre 1816 près de Porto au Portugal, où son père Lucy Henry Kingston, marchand de vin anglais, séjournait pour ses affaires. À 14 ans, après des études élémentaires en Angleterre, il entra dans la Royal Navy comme midshipman et décrocha une médaille d’or en mathématiques au collège naval de Portsmouth. À 26 ans, il quitta la marine et s’inscrivit au Gonville and Caius College de l'université de Cambridge. En 1846, il reçut sa licence en mathématiques parmi les candidats les mieux cotés à l’examen de spécialisation en cette matière. En 1849, il obtint une Maîtrise ès arts et enseigna un certain temps au prestigieux Collège d'Eton. Il émigra en 1852 au Canada-Uni où il devint le premier directeur d’une école navale à Québec à la demande du secrétaire aux colonies britanniques. Il transféra à l’université de Toronto en mai 1855 quand l'école ferma ses portes.

### Carrière
George Kingston devait être professeur de philosophie naturelle mais son beau-frère, John Bradford Cherriman, professeur de météorologie et directeur de l’observatoire magnétique de Toronto, s'arrangea pour inverser les rôles car il jugeait la position offerte à Kingston plus avantageuse,. L'observatoire, fondé par le gouvernement britannique en 1839, s'occupait également de prendre des relevés météorologiques et permit à Kingston de se spécialiser dans ce dernier domaine. Pendant la décennie précédant la Confédération canadienne, Kingston s'occupa à administrer l’observatoire et à donner des cours de météorologie à l’université et à l’école normale locale. Avec la collaboration d’Egerton Ryerson, surintendant en chef de l’Éducation du Haut-Canada, il créa en 1858, un programme d’observations météorologiques pour quelque 12 écoles secondaires. Ce programme dura moins de 20 ans, mais il fournit une base pour les études climatologiques au Canada, un pays naissant où les travaux scientifiques n’étaient pas considérés d’un grand intérêt public et donc difficiles à financer. De 1855 à 1864, Kingston publia dans le Canadian Journal les moyennes météorologiques annuelles à Toronto. Il poursuivit également des travaux connexes dont plusieurs articles pour cette revue et fut membre et deux fois vice-président du Canadian Institute.
L’observatoire devint la propriété du gouvernement fédéral en 1867, l’université en conservant l’administration. Kingston déplora cette anomalie car il voulait un système étendu d'observations météorologiques et climatologiques ce qui pouvait se faire seulement que par le gouvernement central. En effet, d’autres pays organisaient au même moment des services nationaux de météorologie : par exemple, au début de l’année 1870, le Congrès des États-Unis créait l'US Weather Bureau. Kingston parvint à convaincre Peter Mitchell, ministre de la Marine et des Pêcheries, des avantages d’un réseau de stations météorologiques et d'émettre des bulletins prévoyant les tempêtes. Le 1er mai 1871, une somme de 5 000 $ fut assignée à des fins météorologiques et climatologiques au sein de ce ministère pour un an et créa ainsi ce qui deviendrait le Service météorologique du Canada, et ce sans une loi ou un décret ministériel.
Kingston commença immédiatement à organiser un petit réseau de postes d’observation en Ontario, ajoutant les stations de Kingston, Port Dover et Port Stanley à celle de Toronto. Le premier échange de données météorologiques entre le Canada et les États-Unis se fit en janvier 1872. À titre de surintendant intérimaire, Kingston déposa plus tard au cours du même mois le « premier rapport du Bureau météorologique du dominion du Canada », appelé le Service météorologique à partir du 31 décembre 1876. Les observations quotidiennes étaient recueillies par les quatre stations situées dans le sud de l’Ontario mais dès la fin de l’année 1872, le réseau s’étendait de Winnipeg à Halifax, en passant par l'observatoire de l'Université McGill à Montréal. Le service américain communiquait au Canada ses bulletins prévoyant des tempêtes, dans le cadre de l’échange des données climatologiques canado-américaines.
Kingston engagea du personnel supplémentaire, dont Charles Carpmeal son futur remplaçant et un des nouveaux stagiaires publia en octobre 1876, le premier bulletin prévoyant canadien pour une tempête. En 1877, les premières prévisions météorologiques générales furent émises quotidiennement dans les ports des Grands Lacs, du fleuve Saint-Laurent et le long de la côte Atlantique, et s’avérèrent d'une grande importance à cette époque. Les prévisions météorologiques étaient également transmises par télégraphe tous les jours à 75 villes et villages du Canada pour être affichés.

### Retraite et vie privée
George Kingston épousa Henrietta Malone en 1851 et eu un fils. Il est le frère de l’auteur William Henry Giles Kingston. En mauvaise santé, Kingston quitta ses fonctions en 1880 et décéda d'une pneumonie le 21 janvier 1886 à Toronto.